# Victor Frankenstein – Genie und Wahnsinn
Victor Frankenstein – Genie und Wahnsinn ist ein US-amerikanischer Horrorfilm von Paul McGuigan, der auf dem Roman Frankenstein oder Der moderne Prometheus (Original: Frankenstein or The Modern Prometheus) von Mary Shelley basiert. Der Film feierte am 10. November 2015 in den USA seine Kinopremiere und kam am 12. Mai 2016 in die deutschen Kinos.

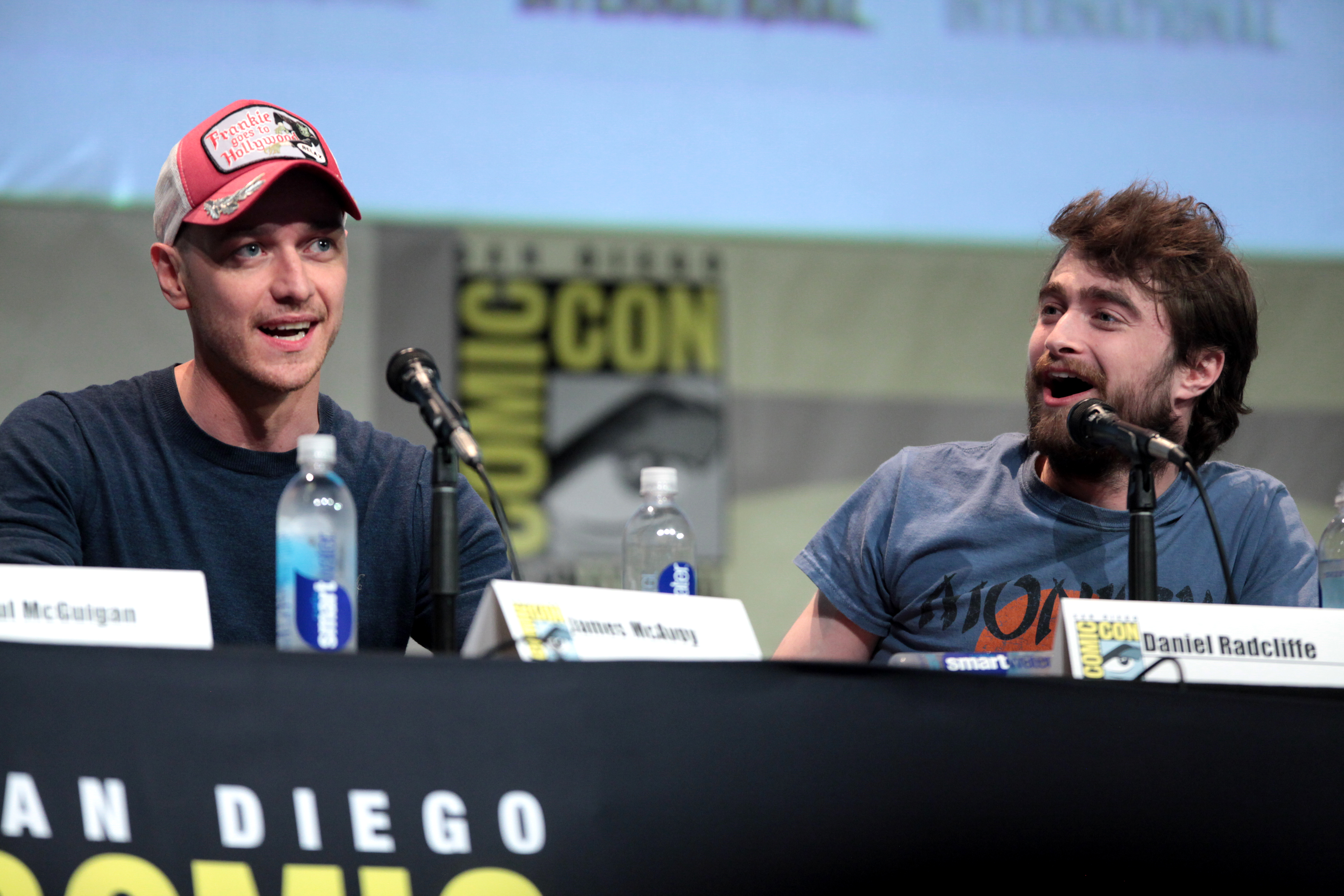
James McAvoy und Daniel Radcliffe bei der San Diego Comic-Con International 2015

## Handlung
Eine geschundene, bucklige Kreatur arbeitet als Clown in einem Zirkus und wird von ihren Kollegen gehänselt und gequält. Eines Tages jedoch erkennt der junge Medizinstudent Victor Frankenstein das intellektuelle Potenzial des Clowns, denn dieser liest neben seiner Arbeit im Zirkus die neuesten medizinischen Fachbücher. Um sich seines besonderen Talents bedienen zu können, befreit er ihn aus dem Zirkus, macht ihn zu seinem Assistenten und nennt ihn Igor. Erfolgreich setzen sie aus Tierkadavern Monster zusammen, bis Frankensteins wohlhabender Kommilitone Finnegan sie beauftragt, für ihn einen neuen Menschen zu erschaffen. Igor trifft die ebenfalls einst im Zirkus arbeitende Lorelei wieder, in die er sich verliebt, die ihn aber auch davon abhalten will, das Vorhaben weiter zu betreiben. 
Schließlich trennen sich für kurze Zeit die Wege der beiden, da Igor glaubt, sein Freund würde zu weit gehen, nachdem ein Ermittler, der den beiden auf der Spur war, bei einem Fluchtversuch schwer verletzt wurde. Frankenstein zieht nun nach Schottland und setzt seine Arbeit fort.
Währenddessen will Finnegan Igor töten lassen, da er zu viel zu wissen scheint, jedoch nicht ohne ihm zu offenbaren, dass er Frankensteins Erfolg für sich zu beanspruchen plant. 
Igor überlebt den Mordversuch und eilt mit Lorelei Frankenstein zu Hilfe. Dieser schafft es tatsächlich, einen fast menschlichen Körper zu beleben, doch etwas geht schief und er muss erkennen, dass das, was er erschaffen hat, kein Leben ist. Zusammen mit Igor gelingt es ihm, das Monster zu töten. Danach trennen sich ihre Wege, wobei Frankenstein die Möglichkeit offen lässt, irgendwann einen neuen Versuch zu wagen.

## Hintergrund
Es handelt sich um eine Nacherzählung von Mary Shelleys Horror-Klassiker, die aus der Sicht von Igor, der rechten Hand des titelgebenden Mediziners Victor (von) Frankenstein, erzählt wird und eine sehr freie Adaption des Frankenstein-Mythos darstellt. Igor ist allerdings eine Erfindung der Filmindustrie, und der bucklige Gehilfe wurde der Geschichte erstmals 1939 im Film Frankensteins Sohn hinzugefügt.

## Rezeption

### Einspielergebnis
Victor Frankenstein – Genie und Wahnsinn hatte mit Einnahmen von 2,35 Millionen Dollar am ersten Wochenende nach der Premiere in den US-Kinos den schlechtesten Start eines Films hingelegt, der in über 2500 Kinos angelaufen war. Weltweit liegen die Einnahmen des Films bei derzeit rund 34 Millionen US-Dollar (Stand 17. Mai 2016).

### Kritiken
Der Film stieß größtenteils auf negative Resonanz. Nur 26 Prozent der 142 auf Rotten Tomatoes gelisteten Kritiken haben einen positiven Tenor. Zusammenfassend heißt es: „Victor Frankenstein ist ein einfallsloses Remake. Der Film versucht sich der oft erzählten Geschichte von einer frischen Perspektive zu nähern, hat letztlich aber wenig zu bieten, was man nicht schon in besseren Frankenstein-Filmen gesehen hat.“
Ralf Krämer von der Berliner Morgenpost bemerkt zum neuen Ansatz des Regisseurs, der den Gehilfen zur Hauptfigur der Geschichte aufsteigen ließ: Mit Bedauern sieht man ihn seiner Unverwechselbarkeit beraubt, und aus dem Film wird eine groteske Komödie mit Gore-Elementen, die schließlich mit der Erschaffung des Monsters zum erschreckend einfallslosen Action-Abenteuer mutiert.
Carsten Beyer von RBB Kulturradio meint zu dem neuen erzählerischen Fokus, den der Regisseur wählte, indem er nicht den wahnsinnigen Arzt und sein Monster in den Vordergrund stellt, sondern den Gehilfen, und diesem darüber hinaus noch einige weitere Funktionen übertrug: Neben Horror- und Action-Elementen hat Paul McGuigan in seinen Film auch noch eine Love Story zwischen Igor und Lorelei hineingepackt sowie eine Detective Story um einen fanatischen Scotland-Yard-Inspektor […] Viel zu viel für knapp zwei Stunden.
Zu viel des Guten erkennt auch Felix Zwinzscher von Die Welt in der Arbeit der Drehbuchautoren, die statt einer lebendigen Geschichte nur unmotiviert zusammengeflickte Szenen geschaffen hätten, die nur durch eine Dauerinjektion Deus ex Machina am Leben gehalten werden würden: Ständig werden den Figuren nachträglich Gründe untergeschoben, die ihr Handeln erklären sollen. Die eigentliche Erschaffung des Monsters funktioniert nur, weil die Autoren einfach ein machthungriges Adelsgeschlecht aus der dünnen Luft ziehen, das plötzlich ganz furchtbar an Frankensteins Forschung interessiert ist.
Die dpa meint zur Hauptbesetzung des Films: Daniel Radcliffe spielt durchaus glaubwürdig den verwandelten Buckligen, der trotz Gewissensbissen seinem Retter Frankenstein treu bleibt. Für James McAvoy bleibt fast nur pathetisches Deklamieren und Gestikulieren, und Jessica Brown Findlay ist leider nur hübsches Beiwerk.